# Problem Solvers Caucus
Der Problem Solvers Caucus, abgekürzt PSC (deutsch etwa Problemlöser-Ausschuss) ist eine 2017 gegründete überparteiliche Arbeitsgruppe im Repräsentantenhaus der Vereinigten Staaten, die aus Abgeordneten der Demokraten und Republikanern besteht und sich die Erarbeitung überparteilicher Lösungen für politische Fragen zum Ziel setzt. Die Arbeitsgruppe umfasst im 115. Kongress 48 Mitglieder, jeweils 24 der beiden Parteien. Co-Vorsitzende sind der Demokrat Josh Gottheimer aus New Jersey und der Republikaner Tom Reed aus New York.

## Überblick
Gegründet wurde die Arbeitsgruppe im Jahr 2017 von Tom Reed und Josh Gottheimer, die sich dafür einsetzen wollten, dass anstelle von rein parteipolitischen Gesetzen mehr überparteiliche Lösungen für politische Probleme gefunden werden. Im Laufe der Legislaturperiode traten insgesamt 48 Kongressabgeordnete der Arbeitsgruppe bei. Viele Mitglieder gehören zu den eher moderaten Parteiflügeln jeder Partei wie der Republican Main Street Partnership und der Blue Dog Coalition. Der PSC entwickelte sich in Anlehnung an die politische Organisation No Labels, die sich ebenfalls für überparteiliche Lösungen einsetzt und zu der die beiden Senatoren Joe Manchin (Demokrat aus West Virginia) und Susan Collins (Republikanerin aus Maine) angehören. Auf Initiative von No Labels wurde 2013 bereits der No Budget, No Pay Act verabschiedet, der Kürzungen der Abgeordnetenbezüge im Falle eines Government Shutdown vorsieht. Im Jahr 2017 erarbeitete der Problem Solvers Caucus neun Gesetzesentwürfe zur Reduzierung von unnötigen Ausgaben innerhalb der Bundesregierung. Ein weiterer soll die Kosten für Medikamente reduzieren. Ein vorgeschlagenes Reformpaket zur Änderung der Arbeitsabläufe im Repräsentantenhaus fand jedoch bislang keine Mehrheit. Weitere erarbeitete Gesetzesentwürfe sind ein Modernisierungsprogramm für die Infrastruktur sowie eine dauerhafte Lösung im Streit um das DACA-Programm. So sollen nach dem Willen des PSC als Kinder illegal eingereiste Einwanderer ein Bleiberecht erhalten und der Grenzschutz verstärkt werden. Während diese Vorschläge bisher nicht vom Kongress als Ganzes angenommen wurden, spielte der PSC bei den Haushaltsberatungen Anfang 2018 eine zentrale Rolle um einen erneuten Government Shutdown abzuwenden.

## Bewertung
Während eine Reihe medialer Kommentatoren den Grundgedanken und die Arbeit des PSC lobten, äußerte sich der demokratische Abgeordnete und ehemaliges Mitglied Mark Pocan aus Wisconsin kritisch. Nach seiner Auffassung übten zu viele Lobbyisten Einfluss auf den PSC aus, was die politische Lösungsfindung störe. Auch die Washington Post bilanzierte in einem Bericht Ende 2018, dass nur wenige politische Probleme durch den PSC gelöst wurden.